# Sınırköy, Yağlıdere
Sınırköy là một xã thuộc huyện Yağlıdere, tỉnh Giresun, Thổ Nhĩ Kỳ. Dân số thời điểm năm 2011 là 1.494 người.